# Giovanni Battista Mele
Giovanni Battista Mele o, hispanizado, Juan Bautista Mele (Nápoles, 1701-después de 1752) fue un compositor italiano del periodo barroco que trabajó en España.

## Biografía
Se formó musicalmente en el Conservatorio de los Pobres de Jesucristo de Nápoles, donde fue admitido el 25 de noviembre de 1710; allí permaneció desde los nueve años y pasó hasta doce estudiando bajo la dirección de Gaetano Greco. Allí fue compañero de Leonardo Vinci y Nicola Porpora; antes de partir para España ya había compuesto una partitura instrumental, la Sonata decima quinta per flauto e archi, articulada en cuatro breves movimientos (ed. Bologna 1997, al cuidado de A. Bornstein y L. Corini), que testimonia el alto nivel de la producción napolitana de ese periodo: la sonata se halla en un manuscrito de 1725 (Nápoles, Biblioteca del conservatorio de música S. Pietro a Majella, Mus. strumentale, 34-39), que tenía entre otras composiciones instrumentales de «napolitanos» como A. Scarlatti, E. Barbella, D. Sarro, F. Mancini, R. Valentini.
En 1732 fue llamado por José María Téllez Girón y Benavides, VII Duque de Osuna, para encargarse de su capilla, y para ser profesor de música de su hija María Faustina; como el Duque falleció en 1733, la hija, pronto casada y transformada en Duquesa de Benavente, lo tomó a su servicio; en 1735 el marqués Annibale Scotti di Castelbosco, secretario personal de Isabel de Farnesio y sucesor de Farinelli, lo llamó a Madrid para trabajar como compositor de óperas junto a Francesco Corradini y Francesco Corselli en los teatros de la ciudad. Su primera obra fue una traducción y adaptación al español del Demetrio de Pietro Metastasio, que fue representado en el Teatro de la Cruz. También entró en contacto con la corte real de Felipe V, para quien en 1744 compuso dos serenatas italianas. En 1746, año en que Fernando VI sucedió a su predecesor como heredero del trono, y gracias a Farinelli, Mele ingresó en la corte real española, donde se convirtió en compositor de ópera y director del Nuevo Teatro Real del Palacio del Buen Retiro. A principios de 1747 colaboró con Corselli y Corradini para poner música durante el Carnaval a una adaptación española del drama de Metastasio La clemenza di Tito, producido por Ignacio de Luzán y Suelves. El 4 de diciembre del mismo año, Mele representó en Buen Retiro su primera obra independiente, Angélica y Medoro; y en 1750 completó su carrera de ópera con la ópera seria Armida placata, representada con motivo de la boda del infante María Antonia y que contó con la participación de Farinelli entre los cantantes. Regresó a su país natal en 1752, seguramente por haber muerto en este año su protector, el marqués Scotti.
La música de Mele presenta afinidad con el estilo compositivo de Francesco Feo y con el del más joven Domingo Terradellas, pero al mismo tiempo conserva características propias. Las pocas composiciones que han llegado a nuestra época se distinguen por la escritura vocal brillante, la vitalidad rítmica, la coloratura delicada y por su carácter juguetón, mostrando otras veces una tendencia preclásica, como es posible notar en la introducción instrumental de su Serenata per la ricupperata salute di Sua Maestà / Sonata por la recuperada salud de Su Majestad de 1744, donde se utiliza el Bajo de Alberti. Sus obras también son muy ricas en figuraciones ornamentales y repeticiones de motivos y presentan una orquestación muy inusual e inventiva. Para José Antonio Bielsa resultan interesantes hoy "sus páginas instrumentales, con algunos conciertos y serenatas que prolongan el estilo melódico italiano encabezado por Vivaldi y Albinoni".

## Composiciones

### Operas
- Por amor y por lealtad recobrar la majestad (ópera seria española de Vicente Camacho, basada en el Demetrio de Pietro Metastasio, 1736, Madrid)
- Amor constancia y mujer (ópera seria, basada en el Siface de Pietro Metastasio, 1737, Madrid)
- La clemencia de Tito (3er acto) (ópera seria, libreto de Ignacio de Luzán y Suelves, desde el de Pietro Metastasio, 1747, Madrid; en colaboración con Francesco Corselli (1er acto) y Francesco Corradini (2° acto))
- Angélica y Medoro (fiesta teatral, libreto de Pietro Metastasio sobre un tema de Ludovico Ariosto, 1747, Madrid, pero en realidad es una traducción de L'Angélica (1722) hecha por Andrés Marcos Burriel)
- El polifemo (3er. acto) (ópera seria, libreto de Rolli, 1748, Madrid; en colaboración con Francesco Corselli (1er acto) y Francesco Corradini (2.° acto))
- El vellón de oro conquistado (ópera seria, libreto de Pico della Mirandola, 1748, Madrid)
- Endimión y Diana (acción teatral, basada en Endimione de Pietro Metastasio)
- Armida placata (ópera seria, libreto de Giovanni Ambrosio Migliavacca, 1750, Madrid)
- Arianna in Teseo (quizá perdida)
- Il mago per amore (quizä perdida)

### Otros trabajos
- Serenata para la recuperada salud de Su Majestad (para 5 voces e instrumentos, 1744)
- Serenata en ocasión de festejarse los solemnes esponsales de la real infanta de España Doña María Teresa, con el delfín de Francia (1744)
- Concierto para flauta, violines, violeta y bajo